# Miklós Nagy
Miklós Nagy (1940 – 24. listopadu 1966 Svätý Jur) byl maďarský zápasník – judista, oběť tragédie letu LZ101.

## Sportovní kariéra
Patřil k nadějným maďarským reprezentantům v judu vedených trenérem Ákosem Kovácsem. V červnu 1966 vybojoval třetí místo na akademickém mistrovství světa v Praze v soutěži bez rozdílu vah. V listopadu téhož roku se měl účastnit dalšího turnaje v Praze v rámci otevřeného mistrovství Československa. 24. listopadu 1966 mělo letadlo společnosti TABSO (let LZ101), ve kterém na pražský turnaj cestoval havárii. Při havárii zahynulo všech 82 pasažérů – mezi nimi další reprezentanti Maďarska v judu Benjámin Faragó, János Kovács, Antal Bodor a jejich trenér Ákos Kovács.